# Sticky toffee pudding
Lo Sticky Toffee Pudding detto anche STP oppure Sticky Date Pudding in Australia e Nuova Zelanda è un dolce britannico composto da un pan di Spagna molto soffice, realizzato con i datteri tagliati finemente e ricoperto di salsa al caramello, spesso servito con crema o gelato alla vaniglia. Insieme al pudding di pane e burro, ai pudding jam roly-poly e spotted dick, è considerato dai vari esperti culinari un classico britannico insieme al bread and butter pudding, jam roly-poly e al spotted dick puddings..

## Origini
Le origini dello sticky toffee pudding sono sconosciute e controverse. Negli anni settanta, Francis Coulson e Robert Lee hanno realizzato e servito il piatto presso il loro Hotel Sharrow Bay Country House a Lake District, nel nord-ovest dell'Inghilterra. Il critico gastronomico Simon Hopkinson ha affermato che Coulson gli disse che aveva ottenuto la ricetta da Patricia Martin di Claughton nel Lancashire. Martin pubblicò la ricetta all'interno di una raccolta, presto diventata The Good Food Guide Dinner Party Book, servendo per la prima volta il piatto nel suo hotel di campagna.
La ricetta di Coulson si differenzia da quella di Martin solo per la salsa. Successivamente, suo figlio disse a Hopkinson che aveva ottenuto la ricetta da due ufficiali canadesi dell'aeronautica militare, che alloggiavano presso il suo hotel durante la Seconda Guerra Mondiale. Secondo Hopkinson, l'origine canadese ha senso, poiché per il pudding viene utilizzato un impasto più simile a quello del muffin americano, invece che del pan di Spagna inglese.